# Forres Mechanics
Forres Mechanics (offiziell: Forres Mechanics Football Club, Spitzname: The Can Cans) ist ein schottischer Fußballverein aus der Stadt Forres in der Region Moray. Der 1884 gegründete Club wird als ältester Fußballverein Nord-Schottlands bezeichnet und spielt seit Gründung der Liga 1893 ununterbrochen in der Highland Football League. Nur der Clachnacuddin F.C. ist außerdem von der ersten Saison an dabei.
Forres Mechanics wurde zweimal Meister der Liga: 1985/86 und 2011/12.
Der Club spielt im Mosset Park (1400 Plätze, davon 502 Sitzplätze).